# Neoclassical Chess
Neoclassical Chess ist eine Schachvariante, die 2015 von Gabriel F. Bobadilla auf der London Chess Conference vorgestellt wurde. 
Im Gegensatz zu den meisten anderen Schachvarianten bleiben Grundstellung und Zugregeln der Figuren unverändert. Die Besonderheit besteht darin, dass die ersten sechs Halbzüge  von einem Computerprogramm nach dem Zufallsprinzip aus einer Schachdatenbank mit Meisterpartien ausgewählt werden. Der Spieler mit den weißen Steinen beginnt die Partie dann aus der vorgegebenen Stellung. Ziel ist, dass man nicht mehr vorhersehen kann, welche Eröffnungsvariante zur Anwendung kommen wird und sich dementsprechend nicht mehr – wie im modernen Wettkampfschach ansonsten üblich – gezielt darauf vorbereiten kann. Die Spieler müssen sich daher auch in für sie möglicherweise ungewohnten Stellungstypen zurechtfinden. Die Fähigkeit zur Mustererkennung soll dadurch gefördert, der Einfluss der Gedächtnisleistung hingegen vermindert werden.  
Das erste internationale Turnier im Neoclassical Chess fand im Mai 2015 in Madrid statt und wurde von Iván Salgado López gewonnen.